# Pároszi új repülőtér
A Pároszi új repülőtér (IATA: PAS, ICAO: LGPA) Görögország egyik nemzetközi repülőtere, amely Párosz szigeten található. Éves utasforgalma 295 088 fő (2022). Üzemeltetője a Hellenic Civil Aviation Authority.

## Futópályák
A repülőtér futópályái:
- 17/35

## Forgalom
Az utasforgalom az elmúlt években az alábbi módon változott:
| Utasok száma | 74 288 | 204 759 | 226 179 | 97 584 | 202 903 | 295 088 |
|              | 2016   | 2018    | 2019    | 2020   | 2021    | 2022    |

## Légitársaságok és úticélok
2025-ben a Pároszi új repülőtérről az alábbi járatok indulnak (Utoljára frissítve: 2025-02-9):
| Légitársaság    | Célállomások                         |
| --------------- | ------------------------------------ |
| Aegean Airlines | Szezonális: Thessaloniki             |
| Avanti Air      | Szezonális charter: Klagenfurt, Graz |
| Olympic Air     | Athens                               |
| Sky Express     | Athens Szezonális: Thessaloniki      |